# Himno Nacional Argentino
Himno Nacional Argentino este imnul național din Argentina.
Oíd, mortales, el grito sagrado:

"¡Libertad, libertad, libertad!"

Oíd el ruido de rotas cadenas,

ved en trono a la noble igualdad.

Ya su trono dignísimo abrieron

las Provincias Unidas del Sud

y los libres del mundo responden:

"Al gran pueblo argentino, ¡salud!

Al gran pueblo argentino, ¡salud!"

Y los libres del mundo responden:

"Al gran pueblo argentino, ¡salud!"

Sean eternos los laureles

que supimos conseguir,

que supimos conseguir.

Coronados de gloria vivamos...

¡o juremos con gloria morir!,

¡o juremos con gloria morir!,

¡o juremos con gloria morir!